# Мунтер, Лиам
Лиам Андерс Мунтер (швед. Liam Anders Munther; род. 14 февраля 2001) — шведский футболист, полузащитник клуба «Варберг», выступающий также за фарм-клуб «Твоокер».

## Клубная карьера
Является воспитанником «Варберга». В марте 2018 года подписал с клубом свой первый профессиональный контракт, рассчитанный на три года. Дебютировал за основной состав клуба 22 августа в матче второго раунда кубка Швеции с «Карлскруной», выйдя на замену на 61-й минуте вместо Акселя Ульссона. 10 ноября в игре против «Хельсингборга» впервые появился на поле в рамках Суперэттана, заменив в середине второго тайма Йоэля Пальмквиста.
Следующие два сезона Мунтер выступал в основном за фарм-клуб «Варбергс ГИФ» во втором и третьем шведских дивизионах. Всего за команду провёл 26 игр, в которых сумел забить 12 мячей.
21 ноября 2020 года дебютировал в составе «Варберга» в чемпионате Швеции. В матче предпоследнего тура с уже оформившим чемпионский титул «Мальмё» Лиам вышел на поле в компенсированное ко второму тайму время вместо Адамы Фофаны. В январе 2021 года продлил с клубом контрактное соглашение ещё на один год. При подписании контракта также было объявлено, что в сезоне 2021 года Мунтер будет выступать за «Твоокер».

## Личная жизнь
Отец Пер Мунтер также в прошлом футболист. С 1996 по 2005 год провёл в составе «Варберга» свыше 330 матчей.

## Клубная статистика
| Выступление      | Выступление      | Выступление      | Лига | Лига | Кубки | Кубки | Конт. кубки | Конт. кубки | Итого | Итого |
| Клуб             | Лига             | Сезон            | Игры | Голы | Игры  | Голы  | Игры        | Голы        | Игры  | Голы  |
| ---------------- | ---------------- | ---------------- | ---- | ---- | ----- | ----- | ----------- | ----------- | ----- | ----- |
| Варберг          | Суперэттан       | 2018             | 1    | 0    | 1     | 0     | 0           | 0           | 2     | 0     |
| Варберг          | Суперэттан       | 2019             | 0    | 0    | 0     | 0     | 0           | 0           | 0     | 0     |
| Варберг          | Аллсвенскан      | 2020             | 1    | 0    | 0     | 0     | 0           | 0           | 1     | 0     |
| Варберг          | Аллсвенскан      | 2021             | 0    | 0    | 0     | 0     | 0           | 0           | 0     | 0     |
| Варберг          | Итого            | Итого            | 2    | 0    | 1     | 0     | 0           | 0           | 3     | 0     |
| → Варбергс ГИФ   | Дивизион 3       | 2019             | 13   | 7    | 0     | 0     | 0           | 0           | 13    | 7     |
| → Варбергс ГИФ   | Дивизион 2       | 2020             | 13   | 5    | 0     | 0     | 0           | 0           | 13    | 5     |
| → Варбергс ГИФ   | Итого            | Итого            | 26   | 12   | 0     | 0     | 0           | 0           | 26    | 12    |
| → Твоокер        | Суперэттан       | 2021             | 6    | 0    | 0     | 0     | 0           | 0           | 6     | 0     |
| → Твоокер        | Итого            | Итого            | 6    | 0    | 0     | 0     | 0           | 0           | 6     | 0     |
| Всего за карьеру | Всего за карьеру | Всего за карьеру | 34   | 12   | 1     | 0     | 0           | 0           | 35    | 12    |